# مخيم إيكو الخامس

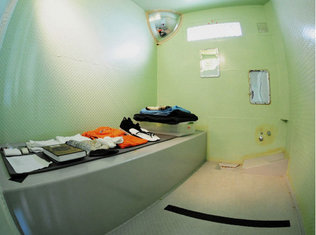
أحد غرف الاعتقال داخل مخيم إيكو الخامس

مخيم إيكو الخامس هو مخيم سري بُنِيَ كجزء من معتقل غوانتانامو في كوبا شُيد في نوفمبر 2007. وكان أول التقارير الصحفية عن المخيم في ديسمبر 2011 عندما اشتكى محامي شاكر عامر من أن الظروف في هذا المخيم غير إنسانية.
وفقا لكارول روزنبرغ الكتابة في جريدة ميامي هيرالد أن المخيم يُستخدم لمعاقبة المعتقلين،
مثله مثل المخيم السابع ومخيم حقول الفراولة ومخيم لا.